# 内容領域専門家
内容領域専門家（ないようりょういきせんもんか、英: Subject Matter Expert、SME）とは、特定の領域またはトピックの情報に優れ、常人よりもその分野に対しての知識を多く有し、他の人々に専門的な知識を提供し設計と内容に矛盾が無いようチェックするインファレンス能力に優れている人物の事である。
本業を他に持つ副業的な職業としての役割な為、雇用主は彼らのモチベーションをコントロールし、最善の道を選べるように便宜を図らなければならない。
サブジェクトエキスパート （ SME ）またはドメインエキスパートとも呼ばれ、特定の分野またはトピックの権限を持つ人物であるが、ドメインエキスパートという用語は、エキスパートシステムのソフトウェア開発で頻繁に使用され、その用語は常にソフトウェアドメイン以外のドメインを指す。
ドメイン専門家は特定の分野における特別な知識やスキルを持つ人を指し、会計ソフトウェアの開発には、会計とソフトウェアという 2つの異なる分野の知識が必要となるため、開発ワーカーの中には、あるドメインの専門家でも他のドメインの専門家でもない人物もいる。SMEは、こうした他の技術分野の基礎知識も持っているべきとされうる。

## 役割
一般に、この用語は、トピックについての資料（書籍、試験、マニュアルなど）を開発するときに使用され、トピックを作成する担当者が専門知識を必要とする。 例えば、テストはしばしば精神分析家のチームと専門家のチームによって作成される。精神分析家は、試験のエンジニアリング方法を理解しているが、専攻分野の専門家が試験の実際の内容を理解している。 書籍、マニュアル、技術文書は、SMEと連携して技術作家やインストラクショナルデザイナーによって開発されている。テクニカルコミュニケーターはSMEにインタビューして情報を抽出し、それを視聴者に適した形式に変換し、しばしば、書類やトレーニングを承認し、技術的な正確性をチェックする必要があり、トレーニング教材の開発にも必要。

## Eディスカバリー
米国を中心とした裁判手続きのEディスカバリーにおいては、「SME」という用語は、Computer Assisted Review技術（CAR）/ 技術支援レビュー （TAR）を使用して、潜在的に特定の事項に関係するまたは関係しないデータ群を正確に引き出すように設計した検索ができる専門家のことである。 また、Eディスカバリーの専門家（SME）は、通常、検索プロセスで使用される検索文字列を作成する経験を有する。

## 法律
行政機関の弁護士は、不法行為、知的財産権など特定の法律分野を専門とする場合はSMEとして指定することができる。